# Јеврем Симић (дипломата)
Јеврем Симић (Оклетац, код Бајине Баште, 29. јануар 1876 — Рим, 29. јун 1936) био је српски и југословенски правник и дипломата.

## Биографија
Рођен је у Оклецу у рачанском срезу, у бројној породичној задрузи Димитрија Симића. Основну школу је завршио у Бачевцима, а гимназију у Шапцу, где је већ било неколико Симића из Оклеца. Шабачку гимназију је завршио школске 1897/98. Као син сиромашних родитеља морао је сам да се издржава.
Завршио је права на факултету у Београду 1903. године и Вишу трговачку академију у Бечу. Као студент учествовао је у свим омладинским патриотским манифестацијама тог времена. Након избијања устанка у Битољском вилајету, на коју је службена Србија реаговала веома уздржано, а која је међу грађанима у Србији изазвала симпатије, држао је говор на митингу организованом у 30. августа 1903. на старом Калемегдану у Београду, исто као и прота Алекса Ивић, Риста Одавић, Живан Живановић, Јован Ђаја, Јован Јамандијевић, када је усвојена Резолуција, као знак подршке заједничкој борби балканских народа за ослобођење од Османског царства.
Каријеру у Министарству иностраних послова Краљевине Србије је започео децембра 1903, напредујући је од места писара до посланика Краљевине Југославије. Прве године дипломатске каријере провео је као писар у српским конзулатима на југу у Скопљу, Битољу, Солуну, Драчу. Радио је на одржавању и подизању националне свести српског живља и учествовао у припремама за народно ослобођење, а затим у посланствима у Риму, Паризу, Цариграду, Петрограду.
Први Балкански рат 1912. га је затекао као секретара посланства у Цариграду. Након рата је постављен за отправника послова Генералног конзулата у Солуну. Крајем 1913. је послат у Албанију, као представник Србије код Есад-паше. Јануара 1914. постао је секретар посланства у Петрограду.
Током Првог светског рата, краће време је радио у Риму, а затим је премештен у Вашингтон, где је најпре постао секретар, а крајем 1918. привремени отправник послова. У време стварања заједничке државе, радио је на стварању једнодушног става код наших исељеника за јединствену Југославију и убеђивао утицајне америчке кругове у оправданост националних захтева.
По проглашењу Краљевине Срба, Хрвата и Словенаца, након формирања коалиционог кабинета демократа и социјалиста, председник владе Љубомир Давидовић, који је уједно био и заступник министра иностраних дела, пошто је Анте Трумбић био члан делегације на Мировној конференцији у Паризу, повео је нову персоналну политику у ресору Министарства иностраних дела. Тада су на чело министарства постављени су бивши самостални радикали. Јеврем Симић је постављен за начелника политичког одељења Министарства иностраних послова.
Године 1920, након пада владе Љубомира Давидовића и формирања кабинета Стојана Протића, извршена је смена у врху министарства. Функција начелника министарства је укинута, а Јеврем
Симић је постављен за посланика у Варшави 14. фебруара 1920. У то време доајен Варшавског дипломатског кора био Акиле Рати, касније папа Пије XI. На том месту је радио шест година, након чега је фебруара 1926. поставен за посланика у Ватикану и на тој дужности је умро.
Важио је за дипломату такозване Пашићеве школе, образован, способан и проницљив, комуникативан и одмерен.  Његове способности у Ватикану су му помогле да отклони све сукобе који су се јаваљали између Југославије и Свете столице, а у том послу од посебне помоћи му је био папа Пије XI, који га је познавао и ценио још у време када је био папски нунције у Варшави.
Преминуо је у 60. години живота 29. јуна 1936. године, услед тежег обољења изазваног каменом у бубрегу. Сахрањен је 3. јула 1936. на Новом гробљу у Београду у породичној гробници.
Након његове смрти, целокупна његова имовина је из римског боравишта пребачена у Београд. Након Другог светског рата његова супруга Даница (1891—1980), као припадница предратне буржоазије се нашла у тешкој друштвеној и материјалној ситуацији.
Како нису имали потомака имовину су наследили његови синовци: Петар, Сретен и Иван из Оклеца. Синовац Иван му је 1937. на околном брду Северња подигао спомен чесму.